# Ne tirez pas sur le cerf-volant
Pour plus de détails, voir Fiche technique et Distribution.
Ne tirez pas sur le cerf-volant (Uçurtmayı Vurmasınlar) est un film turc réalisé par Tunç Başaran d'après un court roman de Feride Çiçekoğlu, sorti en 1989. Le film a été restauré en 2024.

## Synopsis
Ayant avoué un crime, Fatma est envoyée en prison. Comme le permet la loi, elle y va avec son bébé. Barış fête ses cinq ans en prison. Parmi les personnes qui l'entourent, il s'est particulièrement pris d'affection pour une prisonnière politique, İnci. Un jour, elle est libérée, mais lui promet de revenir sous forme de cerf-volant.

## Fiche technique
- Titre : Ne tirez pas sur le cerf-volant
- Titre original : Uçurtmayı Vurmasınlar
- Réalisation : Tunç Başaran
- Scénario : Tunç Başaran et Feride Çiçekoğlu
- Photographie : Erdal Kahraman
- Montage :
- Musique : Özkan Turgay
- Production : Tunç Başaran et Jale Onanç
- Société de production : Magnum Film
- Pays de production :  Turquie
- Genre : Film dramatique
- Durée : 86 minutes
- Dates de sortie : 1989

## Distribution
- Ozan Bilen : Barış
- Nur Sürer : İnci
- Füsun Demirel : Fatma
- Rozet Hubeş : Zeynep
- Güzin Özipek : Sultan teyze
- Özlem Savaş : Hayat kadını
- Güzin Özyağcılar : Selma
- Yasemin Alkaya : Filiz
- Meral Çetinkaya : Safinaz
- Hale Akınlı : Sümbül
- Ömer Çolakoğlu : Asker
- Nurettin Şen : Barış'ın babası
- Sabriye Kara : Selma Tarcan

## Récompenses
- Festival international du film d'Antalya 1989 : prix du meilleur film, prix du meilleur scénario pour Feride Çiçekoğlu, prix de la meilleure photographie pour Erdal Kahraman, prix du meilleur acteur pour Ozan Bilen, prix de la meilleure actrice pour Nur Sürer[4]